# Moviment del disseny obert
El moviment del disseny obert implica el desenvolupament de productes físics, màquines i sistemes mitjançant l'ús d'informació de disseny compartida públicament. Això inclou la creació de programari lliure i de codi obert (FOSS), així com de maquinari de codi obert. El procés és generalment facilitat per Internet i sovint es realitza sense compensació monetària. Els objectius i la filosofia del moviment són idèntics als del moviment de codi obert, però s'implementen per al desenvolupament de productes físics en lloc de programari. El disseny obert és una forma de co-creació, on el producte final el dissenyen els usuaris, en lloc d'un actor extern com una empresa privada.
L'intercanvi d'informació de fabricació es remunta als segles XVIII i XIX. Les patents agressives van posar fi a aquest període d'ampli intercanvi de coneixements. Més recentment, els principis del disseny obert s'han relacionat amb els moviments de programari lliure i de codi obert. El 1997 Eric S. Raymond, Tim O'Reilly i Larry Augustin van establir "codi obert" com a expressió alternativa al "programari lliure", i el 1997 Bruce Perens va publicar The Open Source Definition. A finals de 1998, el doctor Sepehr Kiani (doctorat en enginyeria mecànica del MIT) es va adonar que els dissenyadors podien beneficiar-se de les polítiques de codi obert, i a principis de 1999 va convèncer el doctor Ryan Vallance i el doctor Samir Nayfeh dels beneficis potencials del disseny obert en aplicacions de disseny de màquines. Junts van establir la Open Design Foundation (ODF) com a corporació sense ànim de lucre i es van proposar desenvolupar una definició de disseny obert.
La idea del disseny obert va ser assumida, simultàniament o posteriorment, per diversos altres grups i persones. Els principis del disseny obert són molt semblants als del disseny de maquinari de codi obert, que va sorgir el març de 1998 quan Reinoud Lamberts de la Universitat Tecnològica de Delft va proposar al seu lloc web "Open Design Circuits" la creació d'una comunitat de disseny de maquinari amb l'esperit. del programari lliure.
Ronen Kadushin va encunyar el títol de "Disseny obert" a la seva tesi de màster de 2004, i el terme es va formalitzar més tard al Manifest de disseny obert de 2010.